# Fumiya Unoki
Fumiya Unoki (鵜木 郁哉 Unoki Fumiya?), född 4 juli 2001 i Kanagawa prefektur, är en japansk fotbollsspelare.
Unoki började sin karriär 2020 i Kashiwa Reysol.